# Honglaowai
VGeorge Costow, más conocido como Honglaowai (chino: 红老外编辑;extranjero rojo), es una celebridad de Internet popular en China y en las comunidades de la  diáspora china. Rápidamente se hizo famoso como un estadounidense caucásico que cantaba canciones patrióticas chinas en videos que subía a numerosos sitios chinos para compartir videos como Youtube, Tudou, Youku, 56, etc. Aparece con frecuencia en la página principal de estos sitios y atrae a millones de visitas, llamó la atención de los medios de comunicación en China continental, Hong Kong, Taiwán, las Estados Unidos y Europa. Ha dado múltiples entrevistas a periódicos y estaciones de televisión y es tema de discusión por parte de los medios.

## Videos
El primer video de Honglaowai, cantando "Sin el Partido Comunista, no habría una nueva China" (没有共产党就没有新中国), se subió a varios sitios web para compartir videos el 7 de noviembre de 2007, como celebración del 90 aniversario de la Revolución de Octubre. Presentaba a Honglaowai cantando en topless contra una pared blanca con una foto de Mao Zedong. En las siguientes dos semanas, lanzó tres videos más con configuraciones similares y en los que cantó "El Este es Rojo" (东方红), "Mi Corazón Chino" (我的中国心) y "Marcha del Ejército de Popular del Liberación" (中国人民解放军军歌).

## Recepción
A pesar de las controversias que ha creado, Honglaowai sigue siendo popular entre el público en China. Los medios han descrito a su audiencia pensando en él como "lindo" y "guapo". Sus fanáticos han creado varios sitios web y páginas de fanáticos dedicados a él.

## Controversia
Debido a que Honglaowai no vestía una camiseta en sus primeros videos, esto provocó una controversia entre la comunidad en línea de China y los medios de comunicación de China. Varios artículos periodísticos cuestionaron si su interpretación de canciones comunistas tradicionales pretendía ser un insulto al gobierno chino o un arte. El Diario del Pueblo, el órgano del Partido Comunista de China, pidió inicialmente la proyección de sitios web que muestren videos de Honglaowai. También aparecieron varias encuestas en línea preguntando si Honglaowai era ofensivo para China.
En su entrada de blog del 20 de noviembre de 2007 explicó que su intención no había sido insultar a China. "¡Los verdaderos comunistas dicen que lo más importante no es la ropa, sino las ideas!", afirmó. En sus videos posteriores ya no se le ve sin camiseta.
Hizo versiones de canciones chinas patrióticas y comunistas, canciones de las estrellas taiwanesas Jay Chou y Jolin Tsai, entre otras. Su video "Injury of Ceasefire" (止战之殇), una canción de rap contra la guerra interpretada originalmente por Jay Chou, ha sido visto más de 4 millones de veces en los sitios chinos para compartir videos.

## Vida personal
El seudónimo de Honglaowai fue creado por George Costow, un banquero de inversiones de Wall Street de 30 años, graduado de la Universidad de Princeton y residente del vecindario de Chelsea en la ciudad de Nueva York. Sus videos a menudo presentan edificios y calles situados en Nueva York, como el sitio del World Trade Center.
En su blog y en sus entrevistas, afirma que aprendió chino por sí mismo y que aún no había estado en China continental. Honglaowai anunció en su blog que visitaría China continental por primera vez el 13 de junio de 2008. Youku lo entrevistó una semana después de llegar y realizó un baile de la Revolución Cultural "Leal a Mao" en Nanjing Road en Shanghái.
Después del cierre de Lehman Brothers, Costow, también conocido como Honglaowai, suspendió su blog Sina.